# Claude Dauphin (imprenditore)
Claude Dauphin (Houlgate, 10 giugno 1951 – Bogotá, 30 settembre 2015) è stato un imprenditore francese, miliardario, fondatore e presidente esecutivo di Trafigura Beheer BV, una società specializzata nel commercio di materie prime (petrolio, metalli, minerali). Dauphin morì di cancro ai polmoni in un ospedale di Bogotà nel 2015 all'età di 64 anni. Quell'anno, secondo la rivista Forbes, la sua fortuna era stimata a 1,2 miliardi di dollari.
Trafigura fu coinvolta in diversi casi finanziari (affare petrolio in cambio di cibo, affare petroliera dell'Essex, affare Gokana) o affari ambientali (affare Probo Koala). In quest'ultimo caso fu condannata da un tribunale olandese il 23 dicembre 2011, a pagare un milione di euro, a causa della sua responsabilità nello scarico illegale di rifiuti tossici in Costa d'Avorio.

## Biografia
Autodidatta, Claude Dauphin nacque il 10 giugno 1951 a Houlgate, in Normandia, nel nord della Francia. Andò a scuola all'Ecole St. Laurent a Bayeux, lasciandola a 16 anni per lavorare per l'azienda di rottami metallici di suo padre, Gide Dauphin Environnement (GDE), a Rocquancourt, prima di trasferirsi a Parigi per unirsi alla società di intermediazione London Metal Exchange Brandeis Goldschmidt come commerciante di ferroleghe e come broker presso Marc Rich, fondatore della Marc Rich AG, assumendone la direzione del dipartimento petrolifero a soli 25 anni. Nel 1992, rilevò l'azienda di suo padre,  Guy Dauphin Environnement (GDE), con sede a Caen, per espandere le attività di rottami metallici fino al trattamento dei rifiuti in tutto il mondo.
Con Éric de Turckheim, Claude Dauphin fondò nel 1993 la società di intermediazione petrolifera Trafigura. L'azienda nacque da una scissione nel gruppo guidato da Marc Rich e diventò il terzo gruppo commerciale petrolifero al mondo, dietro a Vitol e Glencore.

## Carriera
Nel 1977 incontrò Felix Posen, capo del commercio di non ferrosi presso la società di commercio di materie prime Marc Rich + Co. Posen lo assunse per lavorare presso Marc Rich, dove il primo incarico di Dauphin era a La Paz come country manager per la Bolivia.
Si trasferì a New York e successivamente a Zugo, in Svizzera, per assumere l'incarico di responsabile del commercio di zinco e piombo. Nel 1988, Dauphin entrò a far parte del comitato esecutivo come capo della divisione commerciale del petrolio a Londra.
Nel 1992, a seguito della controversia attorno a Marc Rich e alle sue incriminazioni negli Stati Uniti,  Dauphin lasciò l'azienda dopo la morte del padre. Assunse la direzione dell'azienda di famiglia, che ribattezzò e crebbe fino a diventare la società internazionale di gestione dei rifiuti Ecore. Rimase strettamente coinvolto nell'azienda di famiglia per il resto della sua vita.
All'inizio del 1993, Dauphin stipulò una partnership con cinque dipendenti senior di Marc Rich che avevano lasciato l'azienda,  rilevata dai dirigenti senior e ribattezzata Glencore. Nel marzo dello stesso anno, acquisì un'azienda di comodo esistente con sede nei Paesi Bassi, Trafigura Beheer BV, per formare una società rivale di commercio di materie prime. Nel suo primo anno di attività Trafigura creò un redditizio portafoglio di scambi petroliferi e vinse contratti petroliferi in Argentina. L'azienda trasse profitto anche come fornitrice di materie prime alla Cina, diventando il terzo più grande commerciante di petrolio a livello mondiale.
Nel 2000 Trafigura acquisì Puma Energy, una società dell'America Latina che successivamente si espanse e nel 2014 operò in 45 paesi registrando un fatturato di 13,4 miliardi di dollari. A quel punto Trafigura aveva acquisito Sonangol come azionista del 30% di Puma e aveva anche ridotto la propria partecipazione al 49%.
Dauphin non ha mai reso pubblica Trafigura, ritenendo che lo status di società privata fosse il modello migliore per una società commerciale.
Le entrate di Trafigura decuplicarono nel periodo dal 2005 al 2014, raggiungendo i 127 miliardi di dollari.

### Il disastro ambientale in Costa d'Avorio (2006)
Nel 2006 si verificò un disastro ambientale nella discarica di rifiuti tossici della Costa d'Avorio dopo che la società appaltatrice locale Tommy aveva  scaricato 500 tonnellate di rifiuti nelle discariche intorno al porto di Abidjan. Dauphin si recò subito in Costa d'Avorio con una delegazione  di Trafigura per assistere le autorità e fornire supporto e attrezzature mediche. Il 16 settembre 2006, Claude Dauphin, il suo dirigente Jean-Pierre Valentini e altri due dipendenti furono arrestati all'aeroporto Houphouët-Boigny di Abidjan, in seguito al caso Probo Koala. Furono  rinchiusi nella prigione di Maca della città per cinque mesi con l'accusa di aver scaricato rifiuti tossici. Dauphin e Valentini furono assaliti in più occasioni da giovani detenuti.  Trafigura negò ogni responsabilità per l'incidente dello scarico ma, con i dirigenti ancora in custodia, accettò di pagare 198 milioni di dollari per garantire il rilascio dei suoi dipendenti il 12 febbraio 2007. Tre giorni dopo, anche Dauphin e Valentini furono rilasciati e il governo ivoriano lasciò cadere le accuse contro di loro.Il 23 dicembre 2011 un tribunale olandese condannò l'azienda a pagare un milione di euro, a causa della sua responsabilità nello scarico illegale di rifiuti tossici in Costa d'Avorio. 
Dopo che nel 2014 gli fu diagnosticato un cancro, A cui è stato diagnosticato un tumore, Dauphin lavorò in maniera frenetica fino alla fine della sua vita. Durante la malattia, nominò l'ex responsabile del rischio Jeremy Weir come nuovo amministratore delegato di Trafigura e continuò a viaggiare. Nelle settimane precedenti la sua morte, Dauphin si recò in Nigeria per assicurarsi un contratto di scambio di petrolio con il governo di Muhammadu Buhari e in Angola per mantenere lo status di Trafigura come fornitore di prodotti raffinati del paese.
Dauphin morì in ospedale a Bogotà, in Colombia, il 30 settembre 2015, durante un viaggio d'affari.

## Vita privata
Dauphin sposò sua moglie Catherine nel luglio 1976 a Caen, in Francia. La coppia ha avuto tre figli: Aurélie, Guillaume e Charlotte.
Era noto per essere un capo duro e disciplinato, molto riservato  al punto da non parlare pubblicamente. L'unico discorso pubblico che tenne in tutta la sua vita fu dopo aver ricevuto il Chevalier de la Légion d'Honneur dal presidente francese Jacques Chirac nel 2001.
Dauphin è stato attivo nel lavoro filantropico della Fondazione Trafigura.